# Resolutie 16 Veiligheidsraad Verenigde Naties
Resolutie 16 van de Veiligheidsraad van de Verenigde Naties was de eerste resolutie van de VN-Veiligheidsraad in 1947. De resolutie werd aangenomen met tien stemmen tegen nul. Australië onthield zich.

## Achtergrond
De handelsstad Triëst, in de buurt van de grens tussen Italië en Slovenië gelegen, werd na de Eerste Wereldoorlog door Italië geannexeerd. Na de Tweede Wereldoorlog werd het gebied rond de stad bezet door de geallieerden. Italië had immers aan de zijde van de asmogendheden deelgenomen aan de oorlog. Er ontstonden spanningen met de Sovjet-Unie. Het overgrote deel van het gebied grensde immers aan Joegoslavië, dat door de USSR gesteund werd. Begin 1947 werd besloten om van het gebied de Vrije Zone Triëst te maken, wat werd vastgelegd in de Vrede van Parijs.

## Inhoud
De Veiligheidsraad had de bijlagen van het voorgestelde vredesverdrag met Italië in verband met de creatie en regering van de Vrije Zone Triëst ontvangen en bestudeerd, en keurde hierbij de volgende documenten over de Vrije Zone Triëst goed:
- het voorlopige regime;
- het permanente statuut;
- de vrijhaven en de aanvaarding van de hieraan verbonden verantwoordelijkheden.

## Nasleep
Onenigheid over het gouverneurschap van de zone zorgde ervoor dat het gebied nooit een echt onafhankelijke staat werd, ook al was het verdeeld in twee deelzones. Zone A werd bestuurd door de Verenigde Staten en het Verenigd Koninkrijk, zone B door Joegoslavië.
De Verenigde Staten, het Verenigd Koninkrijk en Frankrijk stelden voor om het gebied terug te geven aan Italië. Met de breuk tussen Joegoslavië en de USSR in 1948 werd die beslissing echter uitgesteld tot 1953. Eind 1954 tekenden de betrokken landen een memorandum van overeenstemming waarin het bestuur van de zone A aan Italië en zone B aan Joegoslavië werd gelaten. Pas in de Verdragen van Osimo van 1975 werd zone A definitief aan Italië toegevoegd en werd zone B Joegoslavisch. In 1977 hield de vrije zone op te bestaan.
Lijst ·  16 ·  17 ·  18 ·  19 ·  20 ·  21 ·  22 ·  23 ·  24 ·  25 ·  26 ·  27 ·  28 ·  29 ·  30 ·  31 ·  32 ·  33 ·  34 ·  35 ·  36 ·  37